# Длутувка
Длутувка (пол. Dłutówka) — село в Польщі, у гміні Бараново Остроленцького повіту Мазовецького воєводства.
Населення — 220 осіб (2011).
У 1975—1998 роках село належало до Остроленцького воєводства.

## Демографія
Демографічна структура станом на 31 березня 2011 року:
|          | Загалом | Допрацездатний вік | Працездатний вік | Постпрацездатний вік |
| -------- | ------- | ------------------ | ---------------- | -------------------- |
| Чоловіки | 100     | 23                 | 62               | 15                   |
| Жінки    | 120     | 31                 | 54               | 35                   |
| Разом    | 220     | 54                 | 116              | 50                   |